# George Scutaru
Adrian George Scutaru (n. 24 octombrie 1973 România) este un politician român, deputat de Buzău în Parlamentul României din 2004, reales în 2008 și 2012. De asemenea, este vicepreședinte al Comisiei pentru apărare, ordine publică și siguranță națională din Camera Deputaților, Președinte al Organizației PNL Buzău și membru în BPC al PNL. A fost ales deputat de Buzău în Parlamentul României, din partea Partidului Național Liberal, două mandate, în legislaturile 2004-2008 și 2008-2012. În mandatele 2008-2012 și 2012-2016 a fost ales deputat în colegiul uninominal 1 Buzău, format din orașele Nehoiu, Pătârlagele  și comunele Berca, Calvini, Catina, Chiojdu, Cislău, Măgura, Pănătău, Pârscov, Tisău, Unguriu, Viperești

## Origini
George Scutaru s-a născut în Focșani, județul Vrancea. A absolvit Liceul de Filologie-Istorie din Municipiul Onești, județul Bacău.

## Studii
În anul 1998 a absolvit Universitatea București, Facultatea de Istorie, fiind licențiat în istorie, urmând, în cadrul aceleași facultăți, și cursurile masterului în relații internaționale (2001).
Parcursul educațional și de perfecționare a continuat în 2006 cu absolvirea Colegiului Național de Apărare - seria XV, în 2010 - Colegiul NATO de la Roma - Cursul pentru generali, ofițeri de rang înalt și ambasadori (GFOAC 1/2010) și Colegiul Național de Informații - seria X. În anul 2011 a participat la o serie de seminarii și programe de perfecționare pe probleme de securitate: „Seminar pe probleme de securitate dedicat pentru oficiali români”, Centrul European pentru Studii de Securitate „George C. Marshall”, Garmish - Partenkirchen, Germany; Program organizat de Departamentul de Stat al SUA, „International Visitor Leadership Program on U.S. - European Security Issues”, SUA; „Curs pentru oficiali civili și militari pe probleme de securitate cibernetică (SES2/2011), Centrul European pentru Studii de Securitate „George C. Marshall” Garmish – Partenkirchen.

## Cariera profesională
Și-a început cariera profesională în domeniul publicistic, în anul 1992 , ca și colaborator al revistelor „Zig-Zag” și „Expres magazin”, timp de un an. Între anii 1993-1995 a fost redactor al secției „Politică Internă” la Agenția Mediafax , iar apoi, corespondent Pro TV și Mediafax la Moscova (1995-1998). După acești ani petrecuți în presă, au urmat  trei ani (1998-2001) de consultanță politică și de imagine, în calitate de consilier de imagine al președintelui Alianței pentru România, Teodor Meleșcanu.
După această experiență pe cont propriu și expertiza acumulată în mass-media, a demarat o activitate în mediul privat, în domeniul de consultanță și monitorizare de presă.
În Parlamentul României, pe parcursul celor două mandate de deputat a fost secretar (2004-2008) și apoi vicepreședinte (2008-2012) al Comisiei pentru apărare, ordine publică și siguranță națională din Camera Deputaților, deținînd această ultimă funcție și în prezent.
De asemenea, a fost membru al Comisiei comune speciale a Camerei Deputaților și Senatului pentru elaborarea pachetului de legi privind Securitatea Națională.
În calitate de deputat, a avut o serie de propuneri legislative, unele dintre ele concretizate în legi adoptate, cea mai recentă fiind Legea pentru modificarea și completarea art. 7 din Ordonanța de urgență a Guvernului nr. 1/2011 privind stabilirea unor măsuri în domeniul pensiilor acordate beneficiarilor proveniți din sistemul de apărare, ordine publică și siguranță națională (Lege 112/2012). Este vorba despre  o măsură reparatorie, pentru aproximativ 26 de mii de pensionari din sistemul de apărare, ordine publică și siguranță națională, în sensul amnistierii obligațiilor de plată rezultate din scăderea pensiilor ca efect al recalculării și revizuirii acestora.
Din aceeași sferă de preocupare face parte și inițierea Propunerii legislative pentru modificarea și completarea Legii 384/2006 privind statutul soldaților și gradaților voluntari, devenită Legea nr. 23/2012, prin care se asigură creșterea atractivității acestei profesii, a motivației pentru aceste categorii de personal pentru participarea la misiuni în afara teritoriului statului român, precum și pentru crearea unui statut cât mai apropiat de cel al cadrelor militare în activitate. Astfel, soldații și gradații profesioniști în activitate, care se disting prin modul de îndeplinire a atribuțiilor, pregătire profesională și comportare demnă, participări la misiuni în afara teritoriului statului român sau în cadrul unor activități militare pe teritoriul țării, pot fi înaintați într-unul din gradele de fruntaș, caporal clasa a III-a, clasa a II-a sau clasa I, în mod excepțional, fără a fi condiționați de alte criterii.
În același registru se înscrie și demersul parlamentar de amendare a unor legi din domeniul apărării și securității naționale. În contextul complicat al anului 2010, când s-au operat reduceri ale salariilor bugetarilor, printr-un astfel de amendament s-a prevăzut ca  militarii din teatrele de operații sa fie scutiți de tăierea cu 25% a cuantumului brut al soldelor. Prin promovarea unei astfel de măsuri statul român demonstrează că este capabil să-și   respecte obligațiilor asumate de România prin tratate, acorduri și alte înțelegeri internaționale la care este parte, precum și că îi respectă pe militarii români care își sacrifică viața în operațiuni cu un grad ridicat de risc, departe de familiile lor.
Ca o recunoaștere a activității sale în favoare corpului soldaților și gradaților profesioniști a fost desemnat drept președinte de onoare de către Liga Militarilor Profesioniști. Este totodată, membru fondator al asociației UAV-România (Unmanned Vehicle Systems Romania Association).
George Scuatru are și calitatea de membru al delegației Parlamentului României la adunarea parlamentara NATO din 2009, activând în cadrul acestui for în comisia de economie și securitate.
Este membru fondator al grupului Pro-America din Parlamentul României. Interesul său față de domeniile securității și relațiilor internaționale este dovedit și de suportul său puternic față de întărirea relațiilor bilaterale dintre România și SUA, față de proiectul dotării Forțelor Aeriene Române cu avionul multirol F16 ca etapă spre achiziția avionului F35 și, nu în ultimul rând, în ceea ce privește acordul privind amplasarea elementelor scutului antirachetă american în România.

## Cariera politică
După activitatea jurnalistică, George Scutaru devine în 1998 consilier de imagine al președintelui Alianței pentru România, Teodor Meleșcanu, iar în 2001 exercită funcția de purtător de cuvânt al acestei formațiuni politice, perioadă în care a fost și membru în Biroul Executiv Central al ApR. În ianuarie 2002,în urma fuziunii dintre ApR și PNL, își începe activitatea în cadrul Partidului Național Liberal, unde deține, pe rând, următoarele funcții: Președinte al Biroului Politic Teritorial PNL Buzău (2002); Vicepreședinte al Biroului Politic Teritorial PNL Buzău (2002-2010); Membru al Biroului Politic Central al PNL (2002-2009) Președinte al Biroului Politic Teritorial PNL Buzău din 2010, membru al BPC al PNL (din 2011), lider al Grupului Parlamentar PNL (din 2013).

## Viața personală
George Scutaru este căsătorit și are două fiice.

## Studii publicate
- „Tendințe în politica rusă contemporană”, articol publicat în volumul „Politica externă”, Societatea Academică din România, anul II, nr. 2, 1997.

- „În așteptarea reacției Moscovei”, în volumul „Politica externă”, Societatea Academică din România, anul II, nr. 3-4, 1997.